# Војвода Момчило
Војвода Момчило или севастократор Момчило је био бугарски разбојник и феудални властелин западних Родопа, из прве половине 14. века. На почетку је био припадник разбојничке групе на граници тадашње Бугарске, Византије и Српске земље. Ромеји су унајмили Момчила као плаћеника. Захваљујући свом опортунистичком учешћу у грађанском рату у Византији, у ком је ратовао на свим странама, постао је владар великог дела Родопа и западне Тракије. Његов посед налазио се на међама Трибала (Срба), Меза (Бугара) и Ромеја (Византинаца).
Момчило је имао на почетку успеха и против Османлија и Византинаца, спаливши турске бродове, а скоро да је успео и да убије једног од својих главних противника у то време, Јована VI Кантакузина. Упркос томе, поражен је и убијен од здружене византијско-османлијске војске 1345. године у бици код Перитериона. Због своје храбрости и борбе против Турака, војвода Момчило је опеван у народним песмама Срба и Бугара као борац против турског освајања Балкана.

## Биографија
Рођен је с почетка XIV века (негде око 1300. — 7. јул 1345) у породици која није била племенитог порекла. Издвајао се од својих вршњака својом висином и снагом. Како је био изузетно развијен и снажан, о чему се говори и у такозваној „Римованој турској хроници о Омар паши”, доста поузданом извору, који наводи се да је Момчило био тако високог раста „да је личио на минаре”, наметнуо се као хајдучки вођа.

### У служби Византије
Након 30. године живота, ступио у службу код византијског цара Андроника III Палеолога (владао 1328—1341) који га је „уврстио у војнике“ (стратиоте). На основу ових оскудних података, може да се претпостави да је Момчило добио „пронију” (посед) негде у Родопима, на граници између Византије и Бугарске, што га је обавезивало да ратује у византијској војсци. Он се, међутим, није показао као сувише дисциплинован ратник ни веран поданик. Наставио је да „четује и да много зла наноси Мизији”, односно Бугарској, иако је у то време (1331) био склопљен мир између две земље. На сва упозорења од стране „архоната на граници” (управника области) „он не могаше да се сасвим убеди”, па је због тога требало да буде кажњен „за злодело”. Пошто је постао „мрзак” и Мизима (Бугарима) и Ромејима (Византинцима), Момчило је одлучио да побегне у Српску земљу— код краља Стефана Душана. „Отишао је Трибалима и тамо проборавио доста времена.”

### На двору краља Душана
Момчило је са одредом од 2000 Срба и Бугара, којим је лично заповедао, био у редовима српске војске која је предвођена краљем Душаном и царем Јованом Кантакузином од јесени 1342. године до јесени 1343. године ратовала и освајала по Византији. Срби су у то доба освојили Воден, Струмицу и Мелник и неуспешно опседали град Сер. Међутим, када се у јесен 1343. распао савез краља Душана и цара Кантакузина, потоњи је успео да Момчила привуче на своју страну.

### У служби цара Кантакузина
Иако је званично Момчило у својој родној области вољом цара Јована VI Кантакузина завладао, убрзо је показао да се само вратио ранијим обичајима и да неће да води много рачуна ни о чијим осим о сопственим интересима. „Одлучи да се рачуна... добровољни слуга цара Кантакузина али не тако... да га следи где би он желео да иде, већ да... кришом напада његове непријатеље на своју корист, а и свих оних који су за разбојничку плату одлучили да са њиме војују” (Н. Грегора). Убрзо су Момчилово име и његова слава привукли значајну војску. Прилазили су му са свих страна „и од Трибала и Миза и други...”, то јест и Срби и Бугари: „неки бедници који су били крвожедни и дивљи... нешто више од 2000 одабраних коњаника који су сви ратничким духом задојени”.
На другом месту налазимо податак да се Момчилу придружило више од триста коњаника и око 5000 пешака, што је била озбиљна војска за то време. Овладао је градом Ксантијом, који му је постао седиште. Био је строг, чак и суров господар: „неумољив у бесу, сурово и нечовечно убијајући противнике и осуђујући их на смртну казну и за мале и за велике преступе”. Иако ромејски писац са свог племићког положаја даје прилично презриву оцену Момчилових бораца — људи из народа и сиротиње („разбојничка гомила”) — ипак признаје да је Момчило окупио бројну и врло верну војску. „Сви су тврдили да ће пре сопствени живот него њега жртвовати када затреба.” За само пар година, Момчило је својим делима и подвизима оставио лик који ће се вековима памтити у народним песмама Срба и Бугара.
Убрзо је постао тако значајан да су обе стране у византијском рату настојале да га задрже или привуку. Цар Кантакузин доделио му је звање севастократора, што је била трећа по рангу титула у царству (након титула цара и деспота). С друге стране, Момчило је из Цариграда добијао оружје, тако да је било само питање времена и његове процене када ће да промени страну. То се изгледа десило негде у јуну 1344. године, када је Јован VI Кантакузин добио новог савезника у византијском грађанском рату — Турке Селџуке.

## Борбе са Турцима и Византијом 1343. и 1344.
У јуну 1343. Кантакузину је емир Омар (Умур), владар једне од селџучких државица у Малој Азији под именом Ајдин (око данашње Смирне), упутио велику помоћ у виду 200 бродова са неколико хиљада војника.
Турско понашање или можда неки други повод, били су довољан разлог да Момчило промени страну и да нападне Турке, а затим и самог Кантакузина. Цар-историчар приповеда да је Момчило напао луку Абдеру (Егејска обала), где се налазило 15 турских бродова с малом стражом. У нападу, три брода су спаљена, док су остали успели да побегну. Чувари су побијени. Сада су се, у одмазди, и Турци и трупе цара Кантакузина окренуле против Момчила.
Цар-историчар Јован Кантакузин врло је живо описао један сукоб са Момчиловом војском из ког је једва извукао живу главу. Занимљиво је да његова прича почиње описом сна. Цар је у пратњи шездесетак војника био у извидници недалеко од старог, разрушеног града Месине, када је, савладан умором, накратко прилегао. Из дремежа га је пробудио глас који му је у сну говорио: „Устани ти који спаваш и васкрсни из мртвих и обасјаће те Христос.” Узнемирен, цар се пробудио у тренутку када су извиђачи јавили да пристиже непозната војска. Радило се о хиљаду јахача које је предводио Момчило коме су уходе дојавиле царево кретање.
Настало је панично повлачење и борба. „Цар притешњен, бранио се од оних који су први стигли; и пао је царев коњ док се он борио са непријатељима. А један од царевих пратилаца... сишавши са коња даде га цару и уједно га подиже да узјаше. Док се пео, неко га пришавши удари мачем у главу, али ништа не нашкоди, јер је шлем добро одолео ударцу. Одатле, бранећи се целим путем, ударајући и примајући ударце... стигао је цар у Кумуцину, чудесно спасен.”
Присталице Кантакузина, заробљене у овом препаду, Момчило је послао у Цариград, и од цара Јована V као награду примио знаке деспотског достојанства. Ова титула давала се врло ретко, углавном рођацима царске породице. Момчило је први страни велможа који је добио достојанство деспота, а да за то нису били испуњени званични услови. Тако је некадашњи хајдук постао истовремено и севастократор и деспот, односно од обе зараћене стране примио две највише византијске титуле. Беше то без сумње врхунац славе господара Родопа, који је тада наумио да „за себе оснује независну власт” па се „одметну и од цара Кантакузина и од царице Ане (регенткиње), а истовремено је ратовао против обоје и потчињавао градове и села... учини се да је несавладив због срчаности и природе утврђености крајева којима је владао”.

## Битка код Перитериона
У лето 1345 дошло је до сукоба малобројне војске војводе Момчила и трупа Турака и Византинаца. Момчило је након јуначког отпора савладан и убијен 7. јула 1345. године.

## Народни приповедач
- Краљ Вукашин се жени сестром војводе Момчила. Момчило је по народном приповедачу ујак Краљевића Марка.
- Коњ војводе Момчила звао се „Јабучило” — крилати коњ.